# National Film Award/Bester Film in Assamesisch
Die Gewinner des National Film Award der Kategorie Bester Film in Assamesisch (Best Feature Film in Assamese) waren:
| Jahr | Film                     | Regisseur         | Produzent                                |
| ---- | ------------------------ | ----------------- | ---------------------------------------- |
| 1996 | Adajya                   | Santwana Bardoloi | Santwana Bardoloi                        |
| 1999 | Pokhi                    | Jahnu Barua       |                                          |
| 2002 | Konikar Ramdhenu         | Jahnu Barua       | Sailadhar Baruah                         |
| 2003 | Aakashitorar Kothare     | Manju Borah       | Sangeeta Tamuli                          |
| 2004 | Dinabandhu               | Munin Barua       |                                          |
| 2005 | Kadam Tole Krishna Nache | Suman Haripriya   | Suman Haripriya                          |
| 2006 | Aideu                    | Arup Manna        | Nabomika Borthakur                       |
| 2007 | kein Preis               | -                 | -                                        |
| 2008 | Mon Jai                  | M. Maniram        | M. Maniram Sabita Chanam Jayanta Goswami |
| 2009 | Basundhara - the Earth   | Hiren Bora        | Hiren Bora                               |
| 2010 | Jetuka Patar Dare        | Jadumoni Dutta    | Noorul Sultan                            |

Derzeit erhalten Produzent und Regisseur des Gewinnerfilms je einen Rajat Kamal und ein Preisgeld von 100.000 Rupien.